# Järnvägsstyrelsen (Finland)
Järnvägsstyrelsen var under åren 1877–1995 ett centralt ämbetsverk i Finland som handhade förvaltningen av statsjärnvägarna.
Järnvägsstyrelsen sorterade från inrättandet 1877 under kommunikationsministeriet och senare trafikministeriet. Järnvägsstyrelsen indrogs 1995, då statsjärnvägarna genom bolagisering ombildades till VR Group.